# Kristián Kolčák
Kristián Kolčák (* 30. Januar 1990 in Bratislava) ist ein slowakischer Fußballspieler.

## Karriere

### Verein
Kolčák spielte in der Jugend beim Slovan Bratislava und beim SV Horn. Sein erster Profiverein war auch seit 2007 Slovan Bratislava, wo er mit 17 Jahren sein erstes Spiel am 18. Juli 2007 in der A-Mannschaft von Slovan gemacht hat. Sein erstes Spiel von Anfang an hat Kolčák am 25. Oktober 2009 im Derby gegen FC Spartak Trnava gemacht. Von September bis Dezember 2010 war er zum damaligen slowakischen Erstligisten MFK Dubnica ausgeliehen. Mit dem Slovan wurde er zweimal slowakischer Meister und den nationalen Pokalwettbewerb gewann er auch zweimal. 2015 wechselte er ins polnische Bielsko-Biała zu Podbeskidzie in die Ekstraklasa.
Zur Saison 2016/17 kehrte er in die Slowakei zurück und schloss sich dem MFK Ružomberok an, für den er zu zwölf Einsätzen in der Fortuna liga kam. Im Januar 2017 wechselte Kolčák nach Ungarn zum Gyirmót SE. Für Gyirmót spielte er elfmal in der Nemzeti Bajnokság, aus der er mit dem Klub zu Saisonende allerdings abstieg. Daraufhin wechselte der Verteidiger im Juli 2017 nach Kasachstan zum FK Aqtöbe. In Aqtöbe kam er zu 15 Einsätzen in der Premjer-Liga. Im Februar 2018 wechselte er ein zweites Mal nach Ungarn, diesmal zu Haladás Szombathely. In eineinhalb Jahren in Szombathely spielte er 29 Mal in der höchsten ungarischen Spielklasse, aus der er allerdings auch mit Haladás am Ende der Saison 2018/19 absteigen musste. Daraufhin verließ er den Verein.
Nach zwei Monaten ohne Verein kehrte Kolčák im September 2019 abermals in seine Heimat zurück und wechselte zum Zweitligisten FC Petržalka 1898. Für Petržalka  absolvierte er bis zum COVID-bedingten Saisonabbruch acht Partien in der zweiten Liga. Zur Saison 2020/21 wechselte er leihweise zum Erstligisten FC Nitra. Für Nitra kam er zu 28 Einsätzen in der Fortuna liga, aus der er mit dem Verein zu Saisonende allerdings abstieg. Zur Saison 2021/22 kehrte er nicht zu Petržalka zurück, sondern wechselte zum österreichischen Regionalligisten SV Stripfing. Für Stripfing kam er zu 13 Einsätzen in der Regionalliga Ost. Nach einem Jahr verließ er den Verein wieder.

### Nationalmannschaft
Kolčák hat in der slowakischen U-19-Nationalmannschaft zwei Spiele gemacht und neun Spiele und ein Tor in der slowakischen U-21-Auswahl.

## Erfolge
- Slowakischer Meister: 2008/09, 2010/11
- Slowakischer Pokalsieger: 2010, 2011